# Æthelhere
Æthelhere (†ca.655) was koning van East Anglia en was de broer van de vorige koning Anna.

## Context
De voornaamste bron over het leven van Æthelhere is de Historia ecclesiastica gentis Anglorum van de heilige Beda.
In 635 viel koning Penda van Mercia het land binnen en versloeg de koningen Sigeberht en Ecgric. De volgende koning, Anna, kreeg respijt tot hij onderdak verschafte aan Cenwalh van Wessex. In 651 viel Penda opnieuw East Anglia binnen en Anna moest vluchten. Bij zijn terugkeer twee jaar later sneuvelde Anna en zijn zoon Jurminus op het slagveld.
Anna's broer Æthelhere volgde hem op, maar hij was volledig afhankelijk van Penda. Tijdens de Slag bij Winwaed stierf Æthelhere aan de zijde van Penda tegen Oswiu van Northumbria. Zijn broer Æthelwold volgde hem op.